# £100 Reward
£100 Reward er en britisk stumfilm fra 1908 af James Williamson.